# Quận Oglala Lakota, South Dakota
Quận Oglala Lakota (từng được gọi Quận Shannon cho đến năm 2015) là một quận thuộc tiểu bang Nam Dakota, Hoa Kỳ. Quận không có quận lỵ; chính phủ đóng tại Hot Springs, thuộc Quận Fall River tiếp giáp. Quận được đặt tên theo người Oglala thuộc người Lakota. Dân số theo điều tra năm 2010 của Cục điều tra dân số Hoa Kỳ là 13.586 người.

## Địa lý
Theo Cục điều tra dân số Hoa Kỳ, quận này có diện tích 5.430 kilômét vuông (2.100 dặm vuông Anh), trong đó có 7,3 kilômét vuông (2,8 dặm vuông Anh) là diện tích mặt nước.